# Babycurus melanicus
Espèce
Babycurus melanicus est une espèce de scorpions de la famille des Buthidae.

## Distribution
Cette espèce se rencontre au Congo-Kinshasa et au Gabon.

## Description
La femelle holotype mesure 64,8 mm.
La femelle décrite par Prendini en 2004 mesure 81,34 mm.

## Publication originale
- Kovařík, 2000 : « Revision of Babycurus with descriptions of three new species (Scorpiones: Buthidae). » Acta Societatis Zoologicae Bohemicae, vol. 64, p. 235–265 (texte intégral).